# Rymice

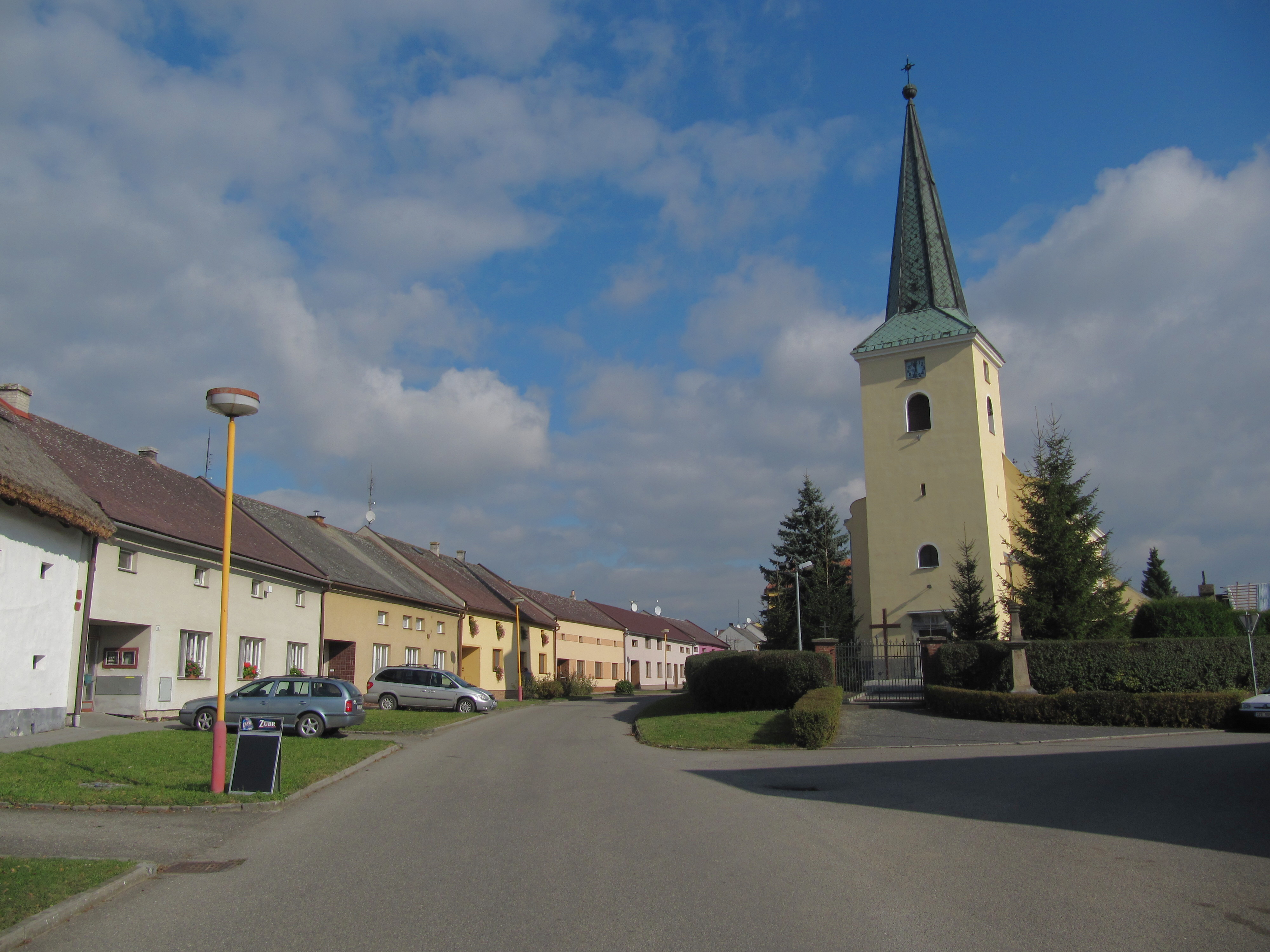
Kapelle St. Bartholomäus in Rymice (2011)

Rymice (deutsch Rimitz) ist eine Gemeinde im Okres Kroměříž in Tschechien.

## Geographie
Rymice befindet sich 5,5 Kilometer von Kroměříž entfernt, bis Zlín sind es rund 10,5 Kilometer und bis Brünn 58 Kilometer. Rymice grenzt an Holešov im Süden, an Němčice u Holešova im Westen, an Kostelec u Holešova im Nordwesten, an Roštění im Norden und an Bořenovice im Nordosten. Durch Rymice verlaufen mehrere Landstraßen, die das Dorf an die umliegenden Gemeinden anbinden. Weiterhin sind drei Bushaltestellen vorhanden.
Durch Rymice verläuft horizontal die Roštěnka mitsamt ihrem Zufluss Rymický potok.

## Geschichte
1353 wurde Rymice erstmals urkundlich erwähnt. Ab Mitte des 19. Jahrhunderts gab es in Rymice eine Zuckerfabrik, die 1858 außer Betrieb genommen wurde. 1996 wurde der Gemeinde ein Wappen vergeben.

## Ortsteile
- Rymice

## Bevölkerungsentwicklung
| Jahr      | 1869 | 1880 | 1890 | 1900 | 1910 | 1921 | 1930 | 1950 | 1961 | 1970 | 1980 | 1991 | 2001 | 2011 | 2021 |
| --------- | ---- | ---- | ---- | ---- | ---- | ---- | ---- | ---- | ---- | ---- | ---- | ---- | ---- | ---- | ---- |
| Einwohner | 609  | 655  | 707  | 768  | 782  | 735  | 721  | 663  | 667  | 637  | 586  | 521  | 550  | 593  | 569  |

## Sehenswürdigkeiten
- Kapelle St. Bartholomäus
- Fort Rymice
- Museum
- Windmühle

## Persönlichkeiten
- Vincenc Janalík (1804–1855), katholischer Priester und Autor
- Ignác Tabarka (1883–1973), Archäologe